# 不虞耳介
不虞耳介（学名：Aurila buhyüi）为半花介科耳介屬下的一个种。